# An-Nasir al-Hasan
An-Nasir Badr ad-Din Abu l-Maʿali al-Hasan ibn an-Nasir (arabisch الناصر بدر الدين أبو المعالي الحسن بن الناصر, DMG an-Nāṣir Badr ad-Dīn Abū l-Maʿālī al-Ḥasan b. an-Nāṣir; * 1334; † 1361) war ein Mamluken-Sultan von Ägypten. Er regierte 1347 bis 1351 und nochmals 1354 bis 1361. Er war ein Sohn von al-Malik an-Nasir Muhammad.

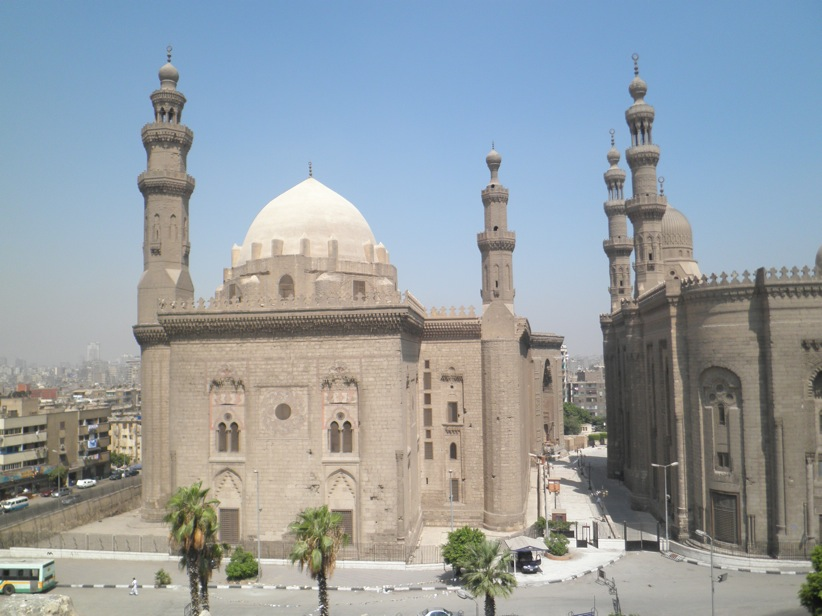
Die Sultan-Hasan-Moschee in Kairo

## Erste Regierungszeit
Nach der Absetzung seines Bruders al-Muzaffar Haddschi I. wurde der minderjährige an-Nasir Hasan (er war wahrscheinlich erst elf Jahre alt) im Dezember 1347 zum Sultan erhoben, für den eine Junta von Nasiri-Emiren, darunter Vizeregent Baybugha al-Arus, Wesir Mandschak al-Yusufi und Emir Taz an-Nasiri, die Verwaltung des Landes mitsamt dem Staatsschatz übernahm. Sie erzwang den Wiederverkauf zahlreicher erst kurz zuvor erworbener Tscherkessen-Mamluken und kürzte im Rahmen eines allgemeinen Sparprogramms die Ausgaben des königlichen Haushalts drastisch. Die Reserven, die an-Nasir Hasans Vater, Sultan an-Nasir Muhammad I., angehäuft hatte, waren nun gänzlich verbraucht und die finanziellen Probleme des Regimes sollten sich durch die Ausbreitung der Pest wenige Monate später noch verschärfen.
Wie in Westeuropa wurde die Pest nach Ägypten durch Handelsschiffe aus dem Schwarzen Meer eingeschleppt. Aufgrund einer unzureichenden Nilüberschwemmung sowie einer darauffolgenden Hungersnot war die Bevölkerung ohnehin bereits geschwächt, was die Ausbreitung der für die Menschen rätselhaften Seuche noch beförderte. Im Herbst 1347 starben in Alexandria die ersten Menschen, im Frühling 1348 hatte sich die Pest im gesamten Nildelta ausgebreitet. Im Herbst und Winter desselben Jahres erreichte sie Oberägypten und Syrien, wo sie bis Februar 1349 wütete. Insgesamt fiel dieser ersten großen Epidemie etwa ein Drittel der Gesamtbevölkerung Ägyptens und Syriens zum Opfer, wobei die herrschende Mamluken-Elite aufgrund besserer Ernährung und Gesundheit verhältnismäßig wenig betroffen war. Sultan an-Nasir Hasan selbst wich der Seuche in seine Sommerresidenz Siryaqus nördlich von Kairo aus. Während sich aber z. B. in Westeuropa Bevölkerungszahl, Handel, Landwirtschaft und Handwerk im Laufe des folgenden Jahrhunderts wieder erholten, erreichte Ägypten wegen der oftmaligen Wiederkehr der Seuche (allein zwischen 1348 und 1517 55-mal), die noch dazu auf eine durch Dürren und Hungersnöte geschwächte Population stieß, nie wieder seine Bevölkerungszahl aus der Zeit vorher. Von den nachfolgenden Pestepidemien waren besonders Kinder, Ausländer und neuerworbene Mamluken-Sklaven betroffen, die noch keine Resistenz gegen das Bakterium besaßen. Dies lichtete immer wieder die Reihen der Mamluken und ließ die Disziplin in den Kasernen schwinden. In den Städten verursachte der Tod vieler Handwerker ein Ansteigen der Preise für Kunsthandwerk, auf dem Land jener zahlreicher Fellachen, dass weniger Nahrungsmittel für die urbanen Zentren produziert werden konnten, was jedoch durch die hohe Sterblichkeitsrate daselbst z. T. wieder ausgeglichen wurde. Der Rückgang der Bevölkerung bewirkte aber vor allem auch einen Rückgang an Steuereinnahmen für die Staatskasse des Sultans. Zusätzlich verringerte sich auf dem Land das Verhältnis der Anzahl sesshafter Bauern zugunsten der Beduinen, welche in der Folge immer wieder Aufstände anzettelten.
In Syrien kam es zu Machtkämpfen: Der Vizeregent von Tripoli verhaftete und ermordete Arghun-Schah, den Vizeregenten von Damaskus, angeblich mit Billigung von an-Nasir Hasan. Der junge Sultan leugnete jedoch letztlich, etwas mit den Ereignissen zu tun zu haben, und der Mörder wurde anscheinend hingerichtet. Dennoch konfiszierte der Wesir Mandschak den Besitz Arghun-Schahs. In Ägypten selbst versuchten die tscherkessischen Mamluken bereits in an-Nasirs erstem Jahr (1347) einen Staatsstreich, um die privilegierte Stellung, die sie unter Sultan al-Muzaffar Haddschi I. innegehabt hatten, wiederzuerlangen. Die führenden türkischen Emire erstickten diesen Versuch zwar im Keim, doch in anderen Belangen war die aus neun Emiren bestehende Junta nicht so geeint. Taz an-Nasiri führte zwar die Mehrheitsfraktion an, aber die Staatsverwaltung war größtenteils in den Händen von Mandschak al-Yusufi und Baybugha al-Arus, der aufgrund seiner rechtschaffenen Verwaltungstätigkeit in Kairo sehr beliebt war. Die unangenehme Arbeit überließ Baybugha seinem Blutsbruder und Verbündeten Mandschak, der ein Experte in der Finanzpolitik (wie auch der Folter) war. Er kürzte den Sold und die Fleischrationen der königlichen Mamluken, entließ ganze Horden höfischer Unterhaltungskünstler und Diener und reorganisierte die Dīwāne. Sultan an-Nasir verbündete sich daraufhin mit dem königlichen Stallmeister (amīr aḫūr) Mughultay. Gemeinsam versuchten sie, die Kluft zwischen Taz an-Nasiri und Baybugha zu vertiefen, um selbst daraus ihren Vorteil zu ziehen. Aber im Jahr 1351 nutzte Taz die Abwesenheit von Baybugha während dessen Pilgerreise nach Mekka für einen Staatsstreich gegen ihn und Mandschak. Baybugha wurde auf seiner Pilgerfahrt, Mandschak in Kairo verhaftet. Wenig später zog Taz’ Verbündeter Sarghitmisch zur Zitadelle und zwang den Sultan abzudanken. An-Nasir Hasan wurde für die nächsten vier Jahre im Harem eingesperrt, wo er sich vor allem dem Studium widmete. An seiner statt wurde im August 1351 mit as-Salih Salih ein weiterer Sohn Sultan an-Nasir Muhammads I. auf den Thron gesetzt.

## Zweite Regierungszeit

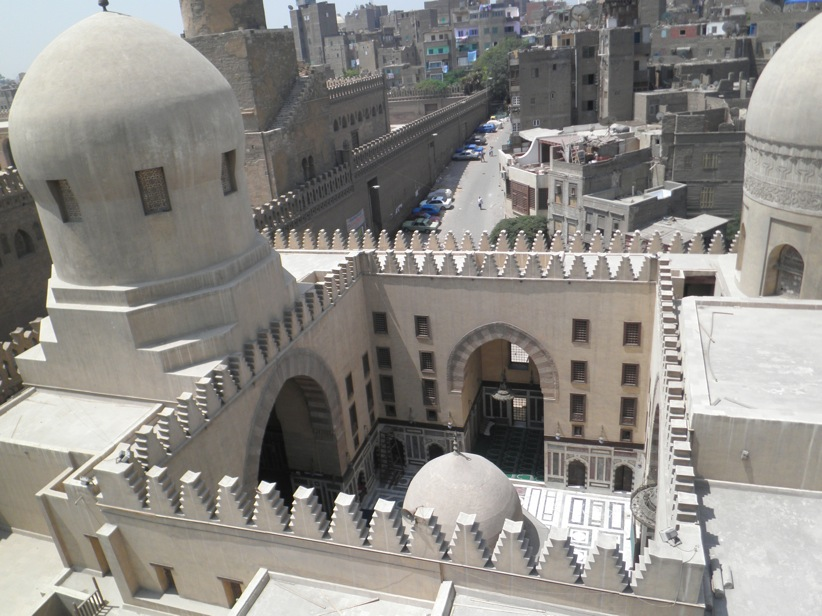
Grab-Madrasa des Sarghitmisch

Nach dem von Emir Sarghitmisch inszenierten Putsch gegen Taz an-Nasiri und der darauffolgenden Absetzung seines Halbbruders Salih im Oktober 1354 wurde an-Nasir al-Hasan erneut zum Sultan erhoben. Der eigentliche Nutznießer dieses Staatsstreichs war Sarghitmischs Verbündeter, Emir Schaychun, der in den ersten Jahren von Hasans zweitem Sultanat als Armeechef mit dem Titel Atabak al-Asakir das Reich de facto regierte. Beide Emire mischten sich wiederholt in religiöse Angelegenheiten ein. So war Sarghitmisch Anhänger der türkischen Ulama (Religionsgelehrte) und der Madhhab (Rechtsschule) der Hanafiten, deren Ober-Qādī er über jenen der Schafiiten stellen wollte, was ihn im Volk sehr unbeliebt machte. Beide Emire waren Mäzene im Bereich der säkularen Wissenschaft und der sakralen Architektur. So stiftete Schaychun den ersten großen Moscheebau nach der Pestepidemie von 1348. Der im südlichen islamischen Viertel Kairos gelegene und an zwei Seiten einer Straße errichtete Doppelbau vereint Mausoleum, Moschee und ein Sufi-Kloster für bis zu 700 Derwische und wurde in zwei Phasen zwischen 1349 und 1357 erbaut. Sarghitmisch wiederum ließ unweit davon und direkt neben der berühmten Ibn-Tulun-Moschee 1356 eine eindrucksvolle Grab-Madrasa für sich errichten, die über eines der schönsten Minarette der Mamluken-Zeit verfügt. Bald zeigte sich jedoch, dass die beiden führenden Emire einander nicht sehr mochten. Schaychun wurde 1357 vor den Augen al-Hasans ermordet. Obwohl einer der Mamluken des Sultans gestand, den Emir aus privatem Groll heraus getötet zu haben, und rasch exekutiert wurde, zog man al-Hasans Beteuerungen, nichts mit dem Verbrechen zu tun zu haben, in Zweifel. Sarghitmisch stieg nun anstelle des beseitigten Rivalen zum Atabeg auf. Sein Erfolg währte aber nur kurz, denn bereits im August 1358 ließ ihn der Sultan von seinen Mamluken gefangen nehmen, einsperren und bald darauf hinrichten, womit die eigentliche Herrschaft al-Hasans begann.
Aufgrund der Erfahrungen seines bisherigen Lebens misstraute der nunmehr 22-jährige Sultan den Emiren seines Vaters, weshalb er seine eigenen Nasiri-Mamluken dazu benutzte, die alte Garde aus den Schlüsselpositionen der Macht hinauszudrängen. Aber auch seine eigenen Mamluken waren weniger loyal als vor allem geldgierig. Um ein Gegengewicht zur Macht der Emire zu schaffen und um sie aus der Politik zu drängen, vertraute al-Hasan fortan verstärkt auf den Rat der Frauen und Eunuchen des Palastes sowie der awlād an-nās („Kinder der Leute“), d. h. seiner eigenen Söhne und der Söhne verstorbener Nasiri-Emire. Jedoch zeigte sich bereits ein bis zwei Jahre später, dass Sarghitmischs Beseitigung nur den Weg frei gemacht hatte für die Herrschaft des Emirs Yalbugha al-Chassaki, die noch während der beiden Nachfolger al-Hasans und insgesamt acht Jahre andauern und erst mit der Ermordung Yalbughas im Jahre 1366 enden sollte.
In den letzten Jahren seiner Herrschaft wurde Sultan al-Hasan zunehmend unbeliebt. Die Menschen respektierten seinen Intellekt, verachteten aber seine Habgier. Er kürzte den Sold, die Pensionen sowie die Einkünfte aus Ländereien seiner Offiziere und leitete Gelder des Staatsschatzes in seine eigenen Krongüter um. Viel von dem Geld floss in sein massives Bauprogramm, vor allem in die Errichtung der Sultan-Hasan-Moschee, der damals größten Moschee der Welt. Dieser großartige Sakralkomplex wurde gegenüber der Zitadelle erbaut, seine Minarette überragten die Mauern der Festung. 1356 begonnen, wurde fünf Jahre später noch immer daran gebaut, als plötzlich eines der Minarette zusammenstürzte und hunderte Menschen unter sich begrub. Dies wurde als böses Omen für den Sturz des Herrschers selbst gedeutet. Zu dieser Zeit erkannte al-Hasan, dass ihm in seinem bevorzugten Emir Yalbugha al-Chassaki ein übermächtiger Kontrahent um die Macht erwachsen war. Yalbugha durfte sich dem Sultan fortan nicht mehr nähern, ohne vorher eine Leibesvisitation über sich ergehen zu lassen. Es war jedem klar, dass der Sturz des einstigen Günstlings unmittelbar bevorstand, aber Yalbugha schlug zuerst zu: Er brach einen Aufstand vom Zaun und es gab Kämpfe vor der Stadt. Als Sultan al-Hasan erkannte, wie unpopulär er im Volk war und dass Yalbugha seine Mamluken zur Rebellion angestiftet hatte, versuchte er, nach Karak zu entkommen. Im März 1361 wurde er gefangen genommen und eingesperrt. Wie er starb, ist nicht bekannt. Im Mausoleum der Sultan-Hasan-Moschee liegt er nicht begraben, denn sein Leichnam wurde nie gefunden.